# Радзивилл, Максим
Максим Радзивилл (англ. Maksym Radziwill; род. 24 февраля 1988) — канадский математик, специализирующийся на теории чисел. С августа 2016 года работает в Университете МакГилл, Монреаль, Канада.

## Биография
Радзивилл родился 24 февраля 1988 году в Москве, Советский Союз. Его семья переехала в Польшу в 1991 году, а после в Канаду. Радзивилл окончил Университет МакГилла в Монреале в 2009 году, а в 2013 защитил диссертацию под руководством Кэннэна Сундарарджана в Стэнфордском Университете Калифорнии и получил степень доктора философии по математике. В 2013-2014 гг. он по приглашению приехал в Принстонский Институт перспективных исследований, штат Нью-Джерси. В 2014 году стал ассистентом профессора Хилла в Ратгерском университете.

## Награды
В 2016 году Максим вместе с Кайсой Матомяки из Туркуского университета, получил награду SASTAR Ramanujan. В феврале 2017 Радзивилл был награждён повышенной стипендией.

## Публикации
- mit K. Matomäki: Multiplicative functions in short intervals: In: Annals of Mathematics. Band 183, 2016, S. 1015—1056 1501.04858.
- mit K. Matomäki, Terence Tao: An averaged form of Chowla’s conjecture: In: Algebra & Number Theory. Band 9, 2015, S. 2167—2196 1503.05121.